# Martina Schröter
Martina Schröter (n. 16 noiembrie 1960, Weimar, Republica Democrată Germană, Germania) este o canotoare ce a reprezentat Germania, medaliată olimpică. A participat la 2 ediții ale Jocurilor Olimpice (1980, 1988) în care a câștigat o medalie de aur și o medalie de bronz.